# Cattedrale di Santa Maria (Cagliari)
Il duomo di Cagliari, ufficialmente cattedrale di Santa Maria Assunta e di Santa Cecilia, è il principale luogo di culto di Cagliari, chiesa madre dell'omonima arcidiocesi metropolitana e parrocchiale del quartiere storico Castello.
La chiesa si presenta come un connubio di diversi stili artistici e custodisce sette secoli di memorie storiche della città di Cagliari. Costruita nel corso del duecento, in stile romanico pisano, venne elevata al rango di cattedrale nel 1258. Quando Cagliari fu capitale del regno di Sardegna, al suo interno prestavano giuramento i rappresentanti dei tre stamenti (bracci del parlamento sardo). Nel corso del seicento e del settecento il tempio fu rinnovato secondo i canoni dello stile barocco. Negli anni trenta del novecento venne innalzata l'attuale facciata in stile neoromanico, ispirata al prospetto del duomo di Pisa.
La cattedrale, oltre ad essere un importante luogo di culto cattolico, in cui si svolgono le principali celebrazioni dell'anno liturgico presiedute dall'arcivescovo, è uno dei più noti e visitati monumenti di Cagliari.

## Storia
Il primo impianto della chiesa si deve ai pisani, che la costruirono entro le mura della loro roccaforte, il Castel di Castro.
Fondata probabilmente già nel 1217 (quando i pisani si insediarono nel colle di Castello), la prima menzione che attesta l'esistenza della chiesa di Sancte Marie de Castello risale al 1254. In forme romaniche, questa chiesa originaria aveva pianta rettangolare, divisa in tre navate da colonne, con volta a crociera sulle due navate laterali e copertura in legno della navata centrale ed era dedicata, come la cattedrale di Pisa, a santa Maria Assunta.
Nel 1258, dopo la distruzione da parte dei pisani della capitale giudicale Santa Igia e della cattedrale di Santa Cecilia, la chiesa di Santa Maria di Castello fu elevata al rango di cattedrale della diocesi cagliaritana, affiancando il culto a santa Cecilia nell'intitolazione. 
Agli inizi del XIV secolo venne realizzato il transetto, che rese la pianta della chiesa a forma di croce latina, e le relative due porte laterali. Sulla facciata venne inoltre aperta una bifora gotica e vennero eseguiti interventi sul campanile. Al primo ventennio del XIV secolo si fa risalire la costruzione della prima cappella, in stile gotico italiano, innestata nel braccio sinistro del transetto.
Con la conquista di Cagliari da parte degli aragonesi venne completato il transetto destro ed edificate altre cappelle, delle quali solo quella della "Sacra Spina" (detta anche "Cappella Aragonese") è rimasta intatta.

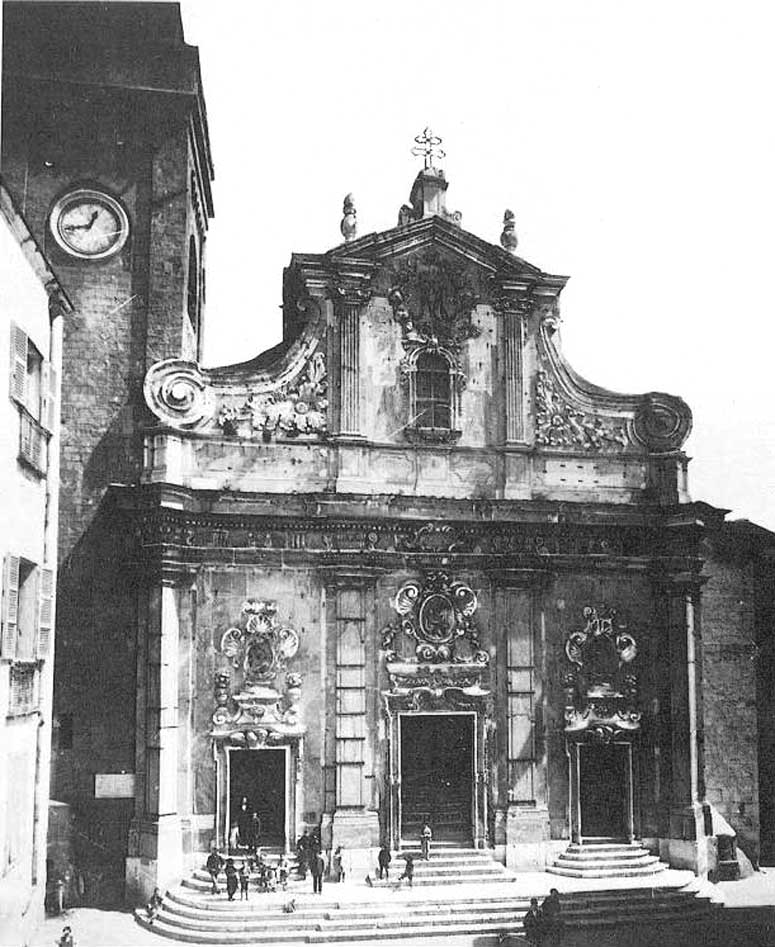
La facciata barocca della cattedrale
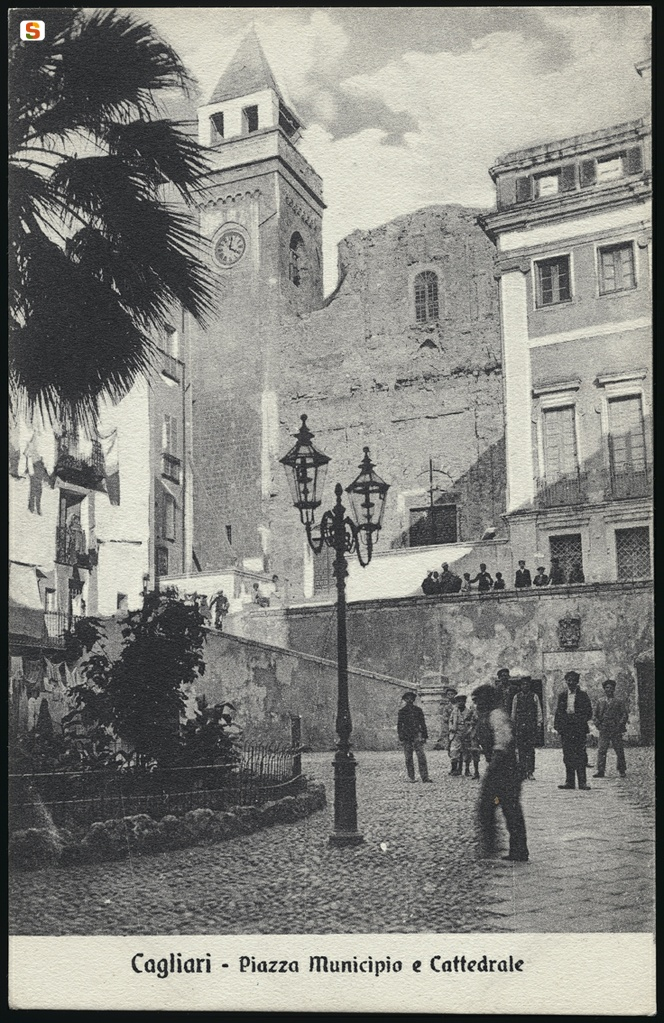
La facciata spoglia delle decorazioni
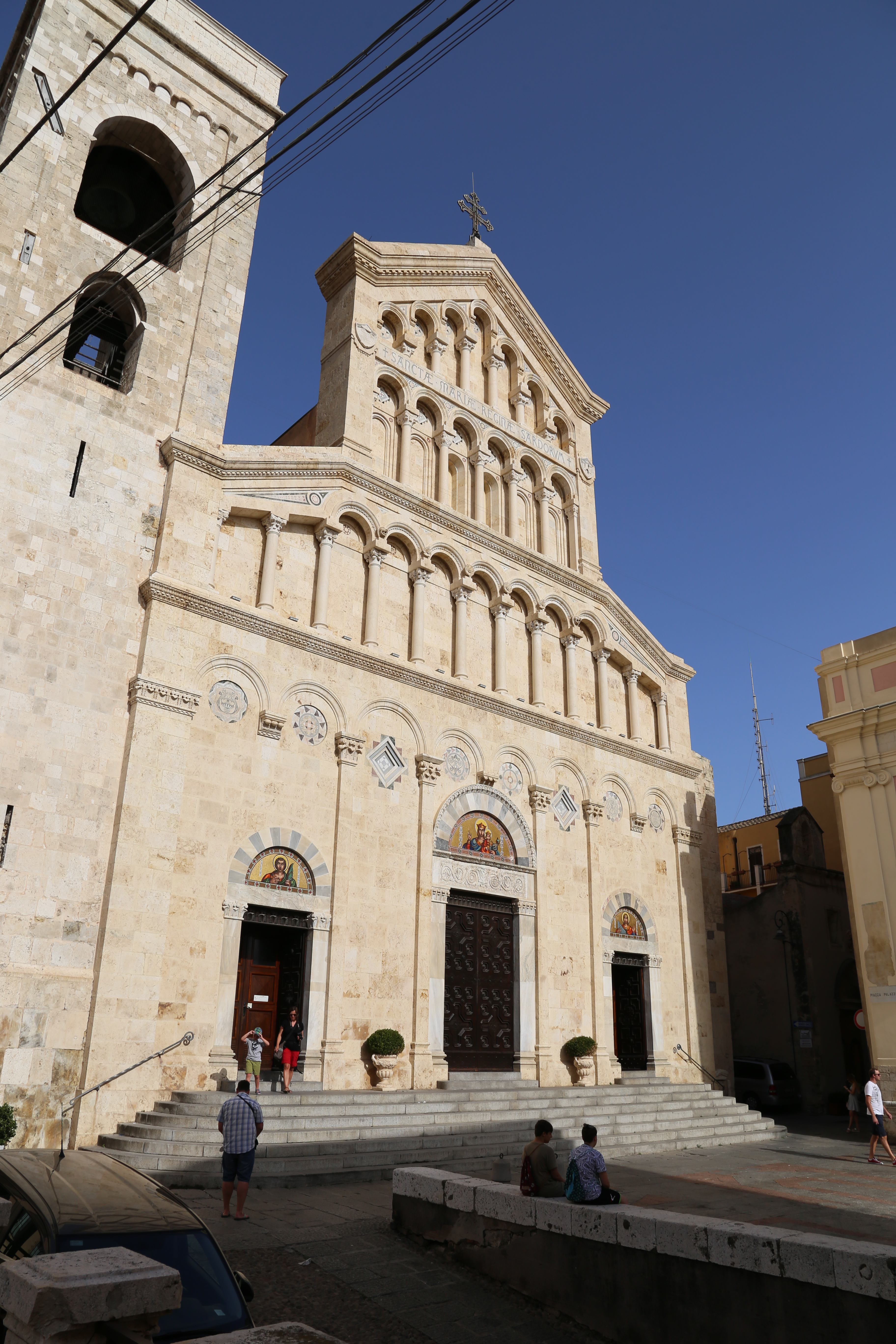
L'attuale prospetto del duomo

Nel 1618 si conclusero i lavori con i quali l'arcivescovo Francisco Desquivel fece rialzare il presbiterio per costruire il santuario dei Martiri.
Il 22 novembre 1669 (giorno della festa di santa Cecilia) un altro vescovo, Pietro Vico, ordinò di rifare gli interni e la facciata in stile Barocco, affidando la direzione dei lavori a Domenico Spotorno.
La ristrutturazione, che durò fino al 1704, cancellò quasi completamente la primitiva chiesa romanica: nel 1702 la facciata fu rifatta dall'architetto Pietro Fossati in stile barocco, il pavimento venne sostituito con tarsie marmoree, pilastri calcarei presero il posto delle colonne romaniche, all'incrocio tra la navata centrale ed il transetto venne edificata la cupola e le cappelle gotiche del transetto vennero murate. Al loro posto vennero edificati i monumenti funebri degli arcivescovi Machin e La Cabra.

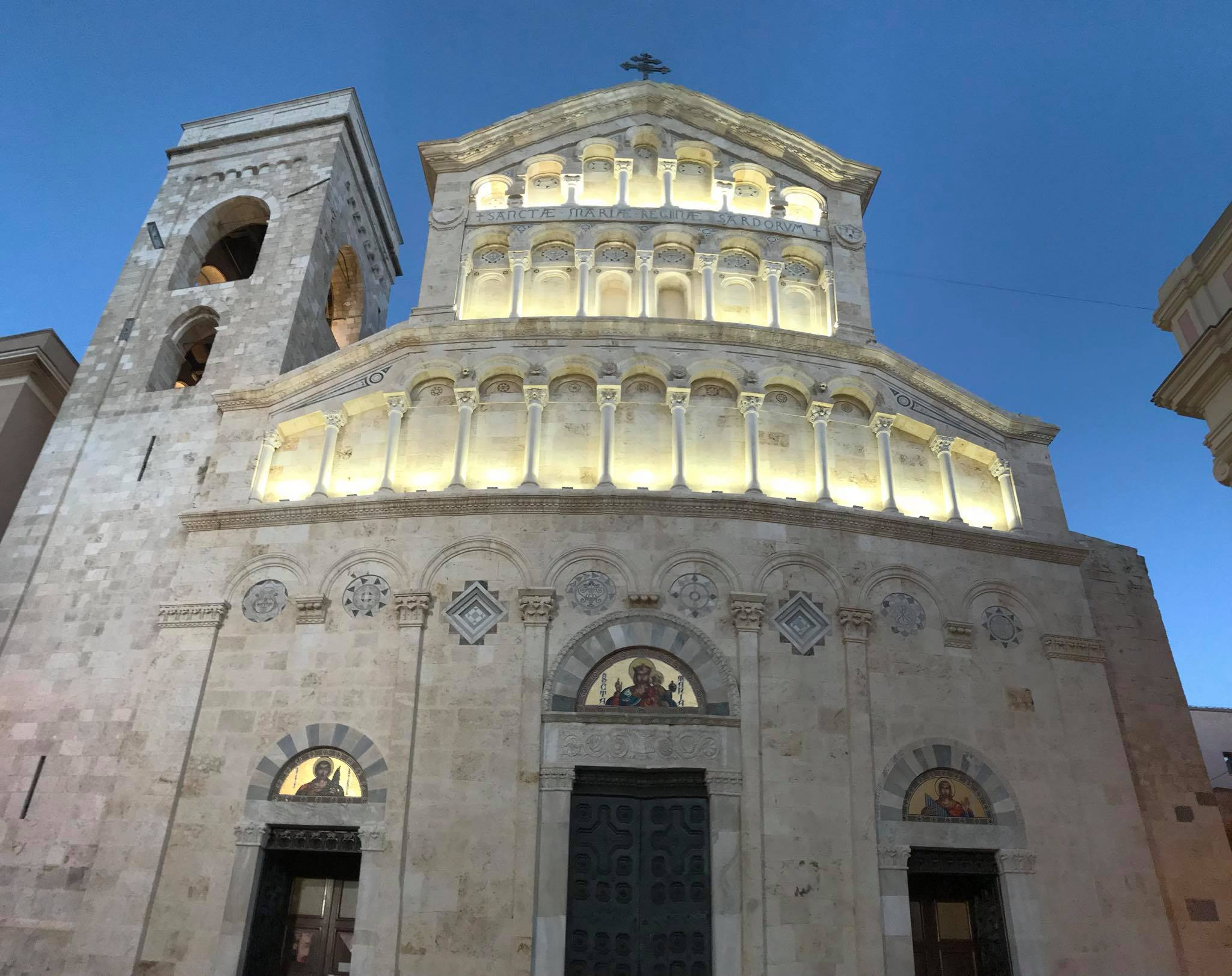
Vista notturna della facciata

Nei primi anni del Novecento la facciata barocca fu demolita al termine di una disputa che vide protagonista l'allora soprintendente ai monumenti Dionigi Scano il quale confidava nella speranza di ritrovarvi sotto l'antica facciata romanica. La cattedrale rimase circa venti anni priva di facciata, finché, nel 1930 venne edificata l'attuale facciata neoromanica in stile pisano utilizzando la "pietra forte", una pietra calcare del colle di Bonaria e frammenti scultorei della chiesa originaria. Il progetto venne attuato su disegno dell'architetto Francesco Giarrizzo.
Nel 1999 è stato effettuato un restauro della cupola, del tetto e del campanile.

## Il quartiere
La cattedrale di Cagliari è situata nel quartiere medievale del Castello, nel cuore fortificato del centro storico della città sarda.
Il Castello fu, dal XIII secolo alla fine del XIX, il quartiere in cui, oltre alle massime autorità civili, militari e religiose, avevano le loro residenze i nobili cagliaritani. Coloro che si recavano nel Castello, come gli artigiani che lavoravano nelle botteghe del quartiere, a differenza dei nobili, la notte erano obbligati a tornare nelle proprie case negli altri quartieri cittadini, ovvero Stampace, Marina e Villanova, prima che le porte di Castello venissero chiuse.

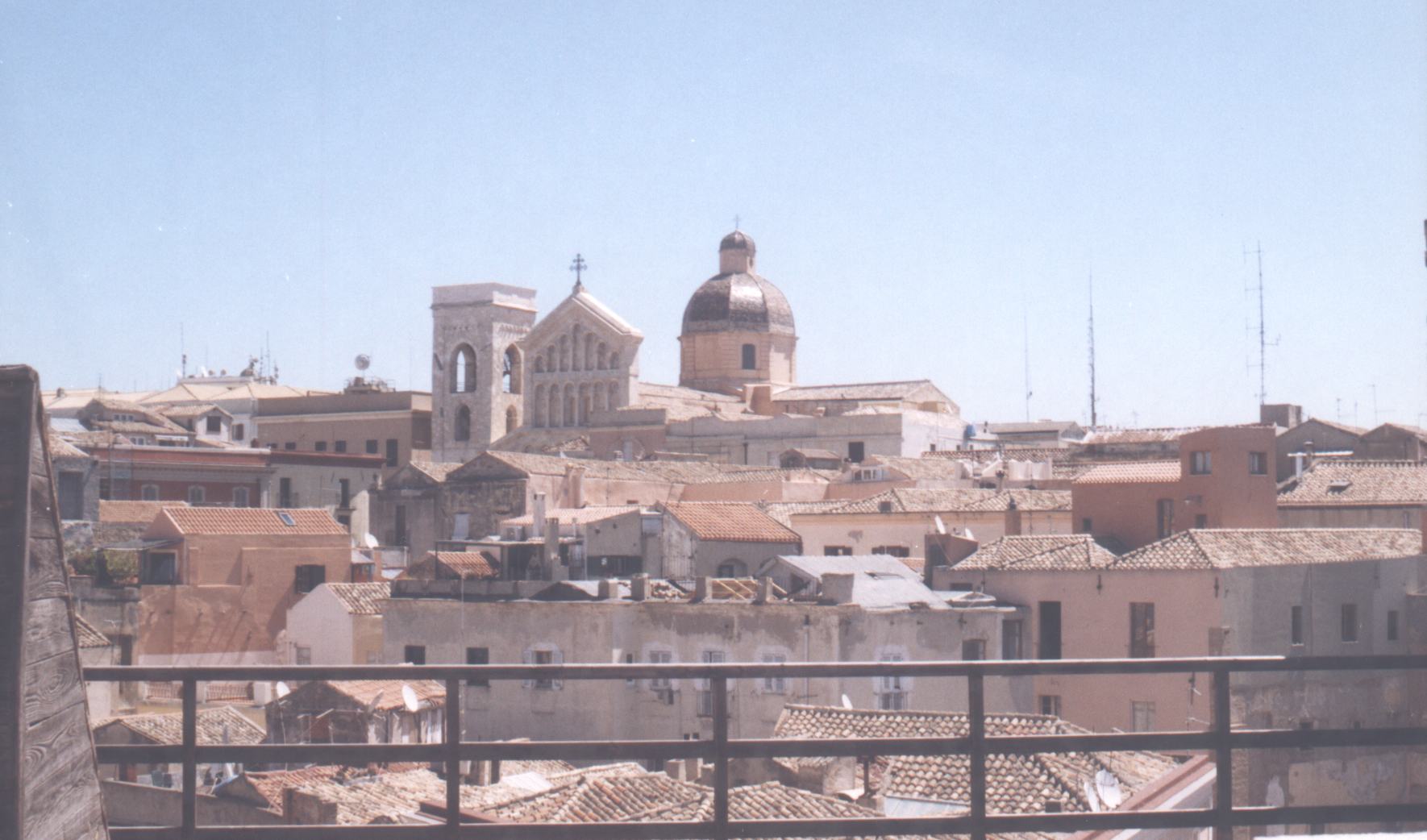
La cattedrale dalla torre dell'Elefante

Il Castello sta ora lentamente risorgendo dopo un lungo periodo di incuria e abbandono, attraverso numerosi interventi di recupero, restauro e abbellimento degli antichi palazzi, delle chiese, delle vie e delle piazze.
La cattedrale sorge sulla vasta piazza Palazzo, dove si affacciano anche il Palazzo Reale, che oggi ospita uffici della Prefettura e della Città metropolitana di Cagliari e il vecchio palazzo comunale.

## Descrizione

### Esterno
L'edificio sacro si annuncia da lontano grazie all'alta cupola ottagonale che, insieme al profilo della torre trecentesca di San Pancrazio e della torre dell'Elefante, rende inconfondibile lo skyline di Castello.

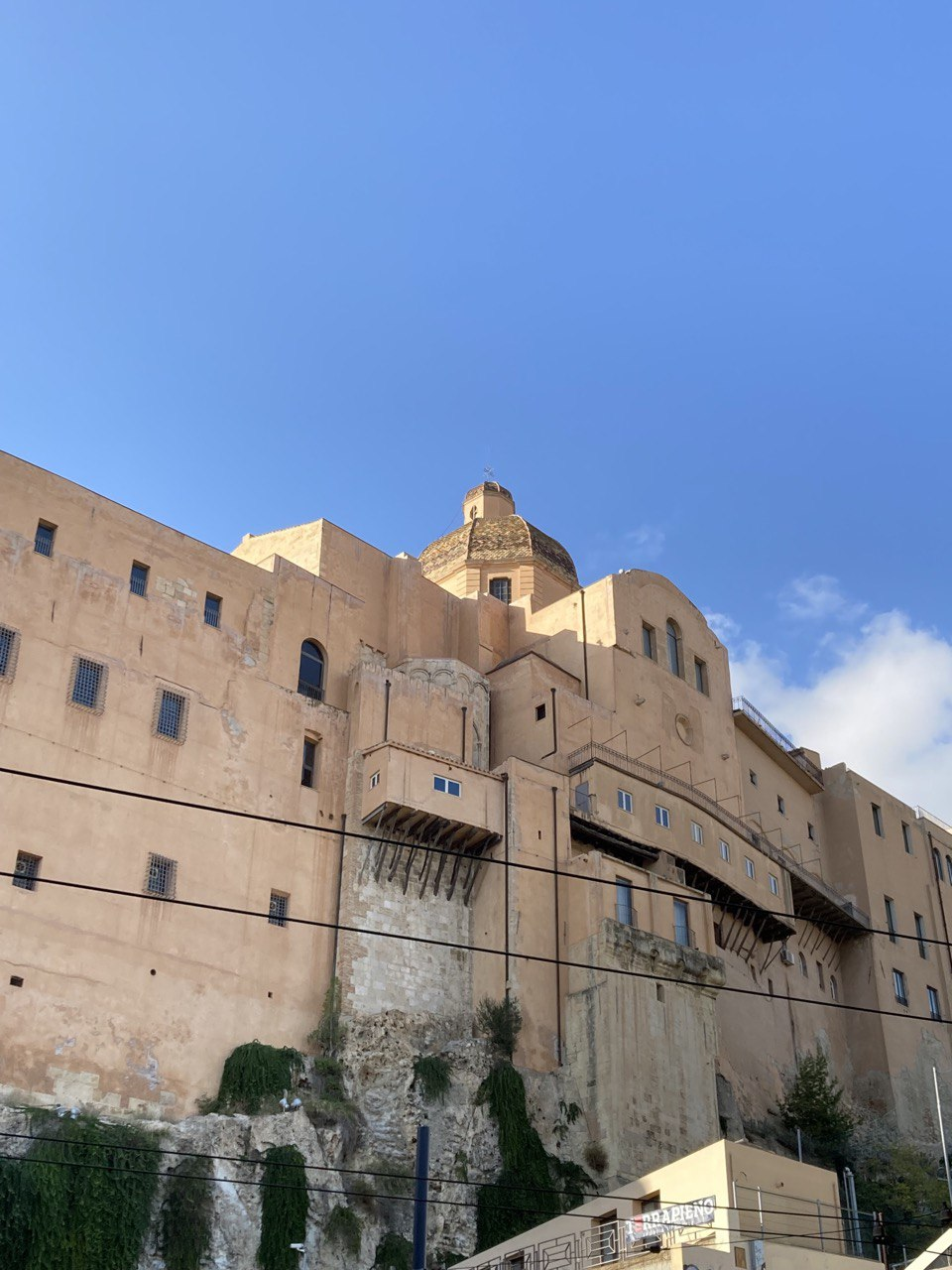
La Cattedrale vista dal sottostante Viale Regina Elena

Il prospetto principale (1933), come detto sopra in stile neoromanico, è a salienti. Nella parte bassa della facciata, scandita da lesene e archetti pensili, si aprono tre portali, architravati e sormontati da archi a tutto sesto. L'architrave del portale mediano è l'originale della fabbrica romanica, decorato con motivi floreali, mentre sulla lunetta soprastante si trova un mosaico raffigurante la Theotókos.
Nelle lunette sopra i portali laterali sono rappresentati, sempre in mosaico, a sinistra san Saturnino martire, patrono di Cagliari, raffigurato con una palma in mano, a destra santa Cecilia martire, compatrona della Cattedrale, raffigurata col suo simbolo, l'organo.
Nella parte superiore la facciata si sviluppa su tre livelli, decorati con finte logge, costituite da archetti romanici sostenuti da sottili colonnine. Sopra la loggia intermedia si legge l'iscrizione dedicatoria in latino: Sanctae Mariae Reginae Sardorum (a santa Maria regina dei sardi).
Affianca il prospetto l'imponente torre campanaria, originaria della fabbrica duecentesca romanico pisana, a canna quadra, decorata alla sommità da archetti pensili.
Alla fase costruttiva del primo ventennio del XIV secolo appartengono i prospetti laterali dei due bracci del transetto con i rispettivi portali, nei quali si nota chiaramente il passaggio dall'originario stile romanico - pisano al nuovo gusto gotico; infatti si presenta in stile tipicamente romanico il portale sul braccio settentrionale, mentre è già gotico e più elaborato quello del braccio meridionale, impreziosito fra l'altro da un frammento di sarcofago romano e da una scultura della Madonna col Bambino (XIV secolo) di scuola toscana.

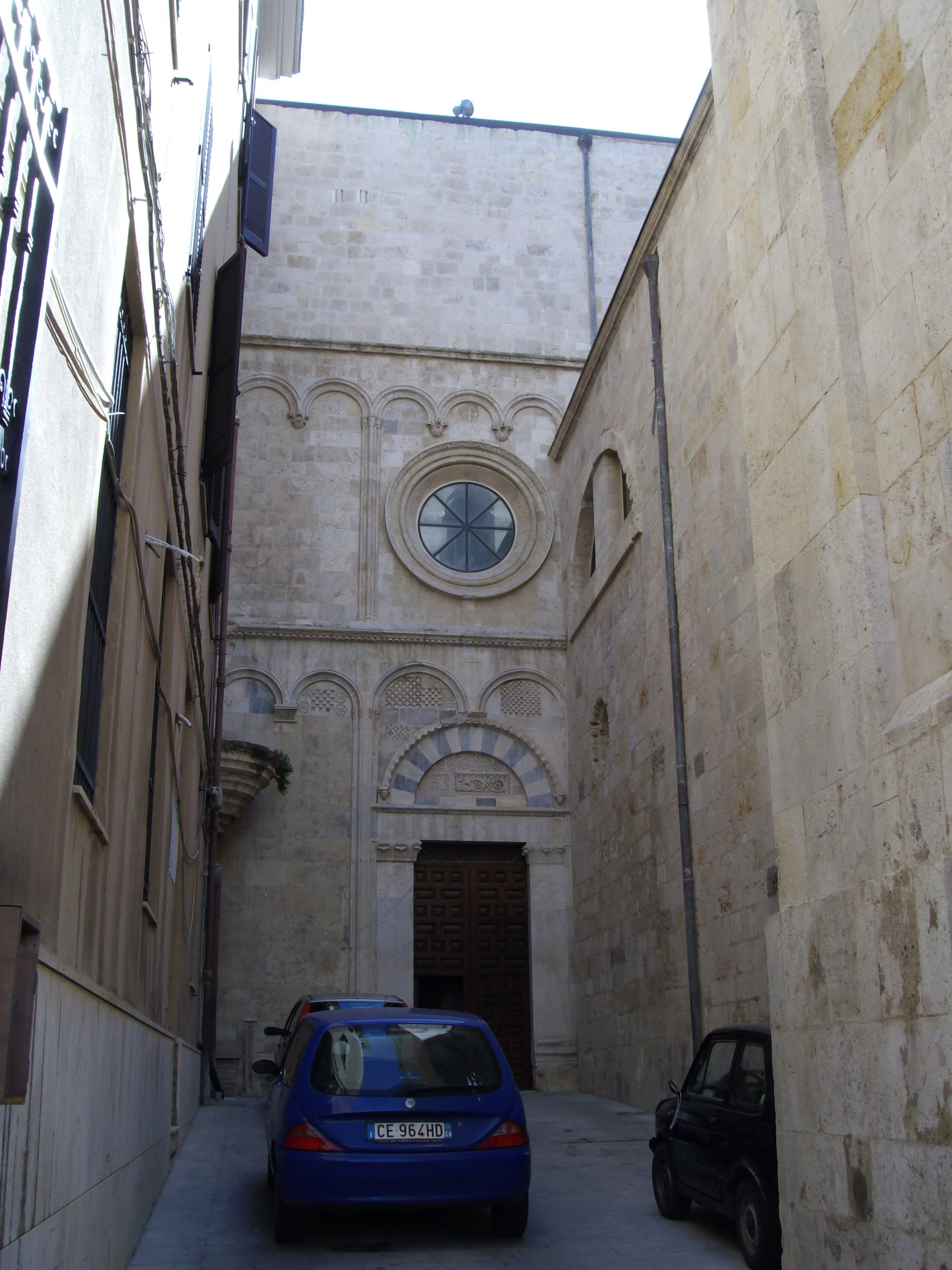
Prospetto del braccio sinistro del transetto (XIV secolo)
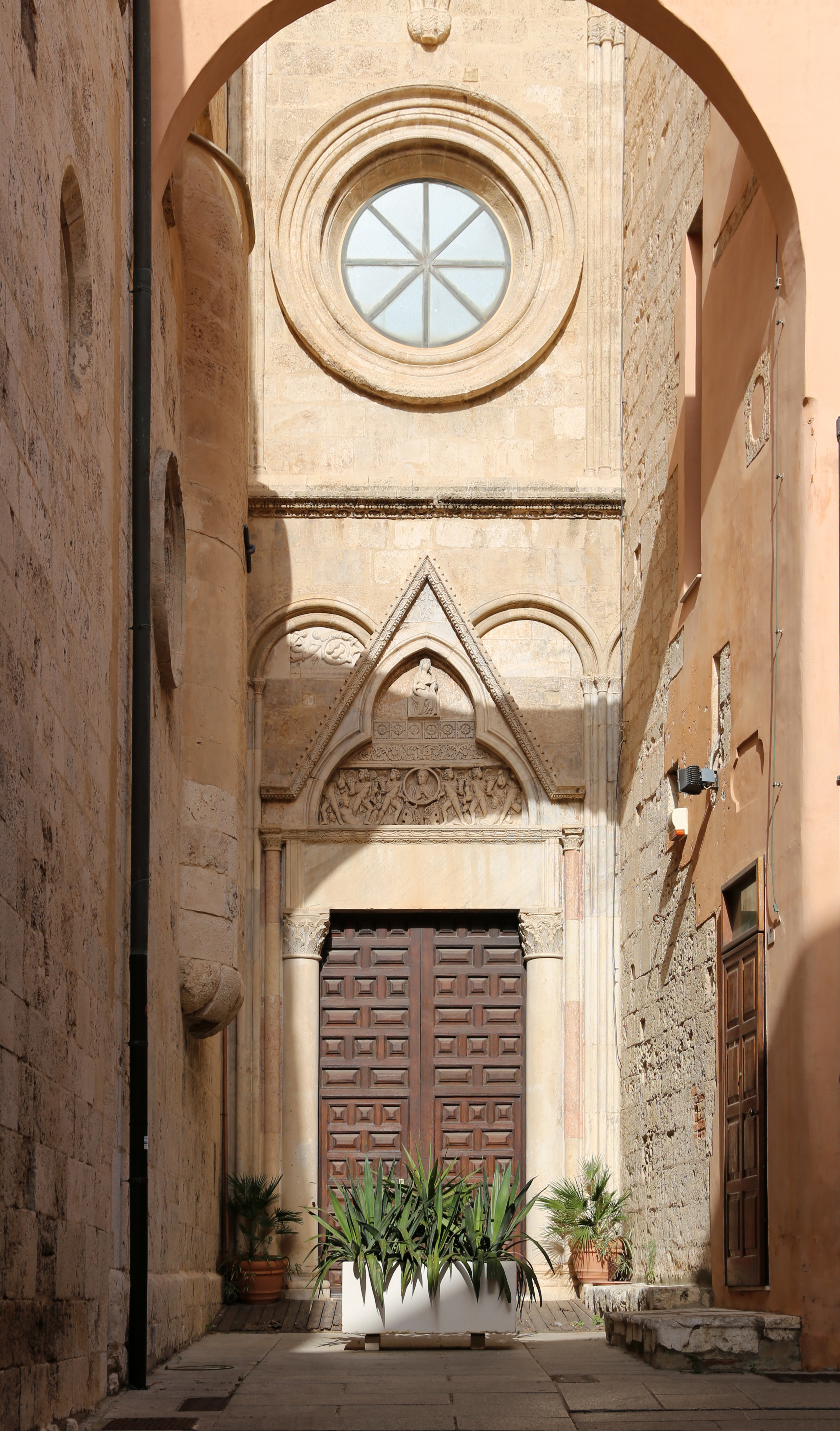
Prospetto del braccio destro del transetto (XIV secolo).

### Interno

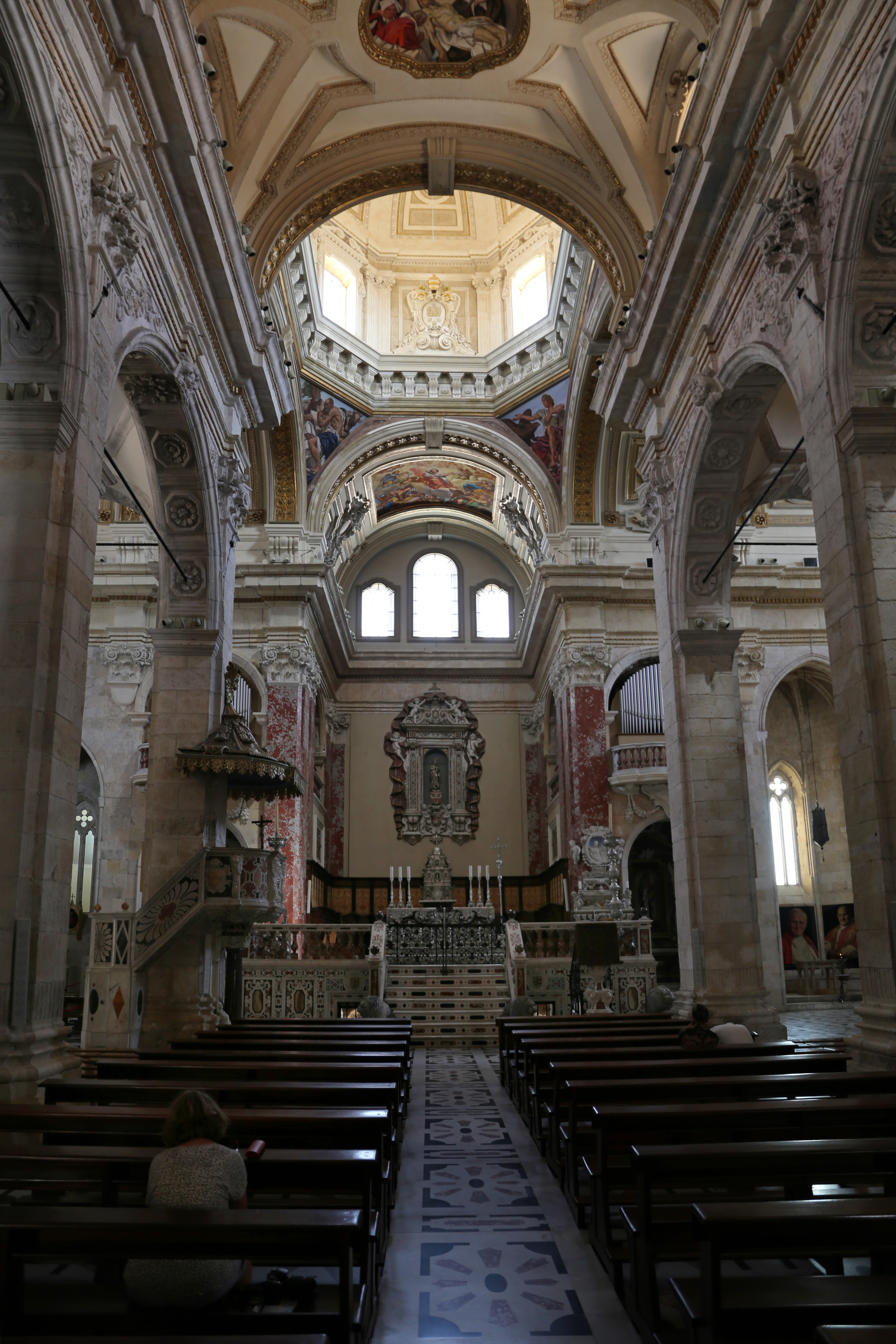
Interno del Duomo

L'interno della chiesa, con pianta a croce latina, è a tre navate con transetto e cappelle laterali; di queste, tre si aprono su ciascuna delle due navate laterali, quattro si aprono sul transetto.
All'ingresso sono poste due acquasantiere del XVII secolo.
Il pavimento, rifatto nel 1956 ripetendo il disegno originale del Seicento, è in tarsie marmoree policrome.
Sulla volta della navata centrale sono rappresentate l'Esaltazione della croce, le Storie della diffusione della fede in Sardegna e la Pietà, di Filippo Figari (1885-1975).

#### Pergamo di maestro Guglielmo

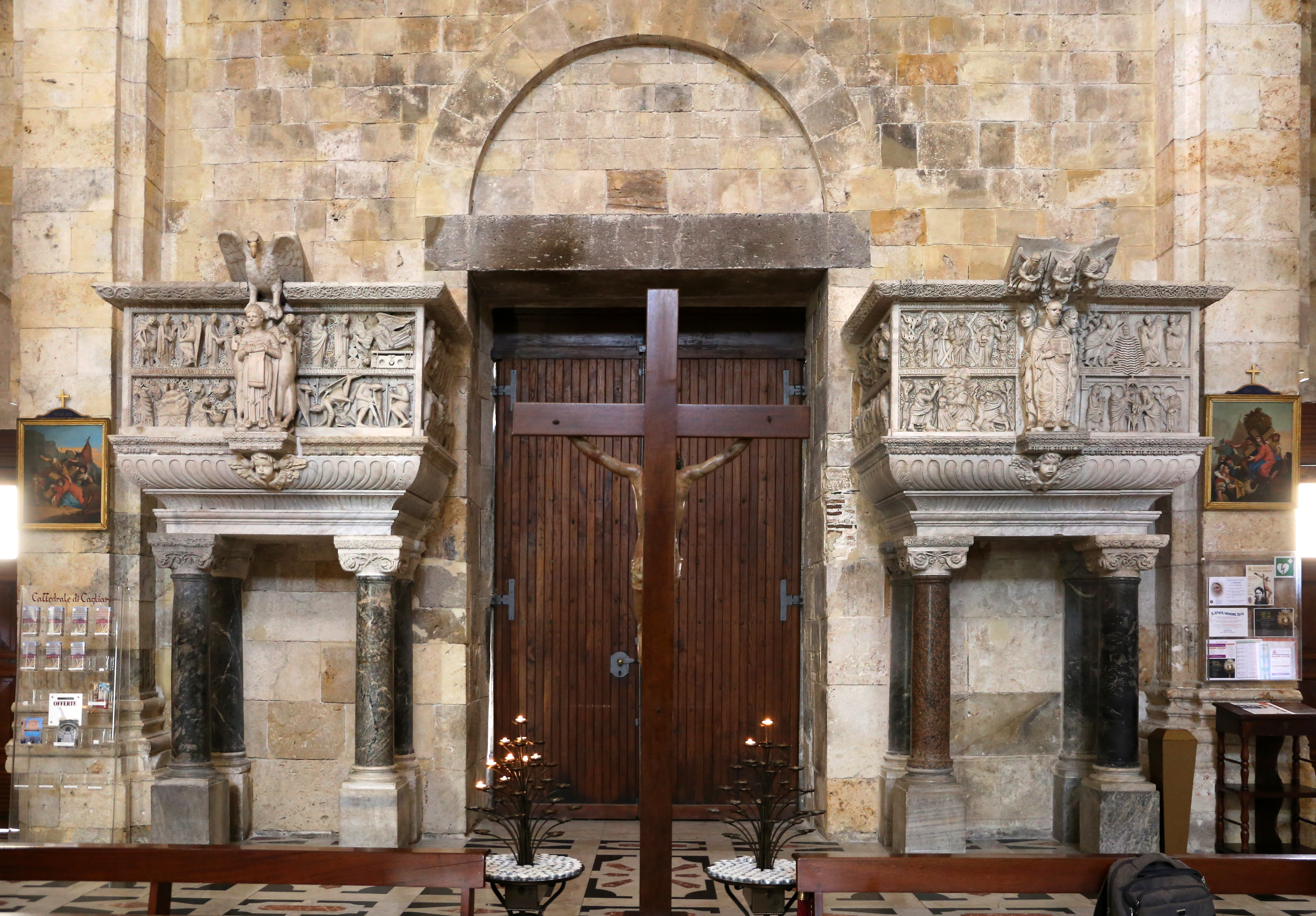
Pulpiti

Ai lati del portale centrale vi sono due pulpiti derivati da un unico ambone (commissionato nel 1158 e terminato nel 1162), opera di Guglielmo eseguito per il Duomo di Pisa.
Nel 1312 l'ambone viene sistemato nella cattedrale di Cagliari. Originariamente si trovava a destra della navata centrale vicina alla terza colonna.
Durante la ristrutturazione del 1669 il pergamo fu rimosso e diviso ed i due pulpiti vennero trasportati nella loro posizione attuale. 
Prima della divisione il pergamo doveva essere sostenuto da sette colonne di cui quattro poggiavano sui quattro leoni che ora sono collocati ai piedi del presbiterio.

#### Cappelle della navata destra

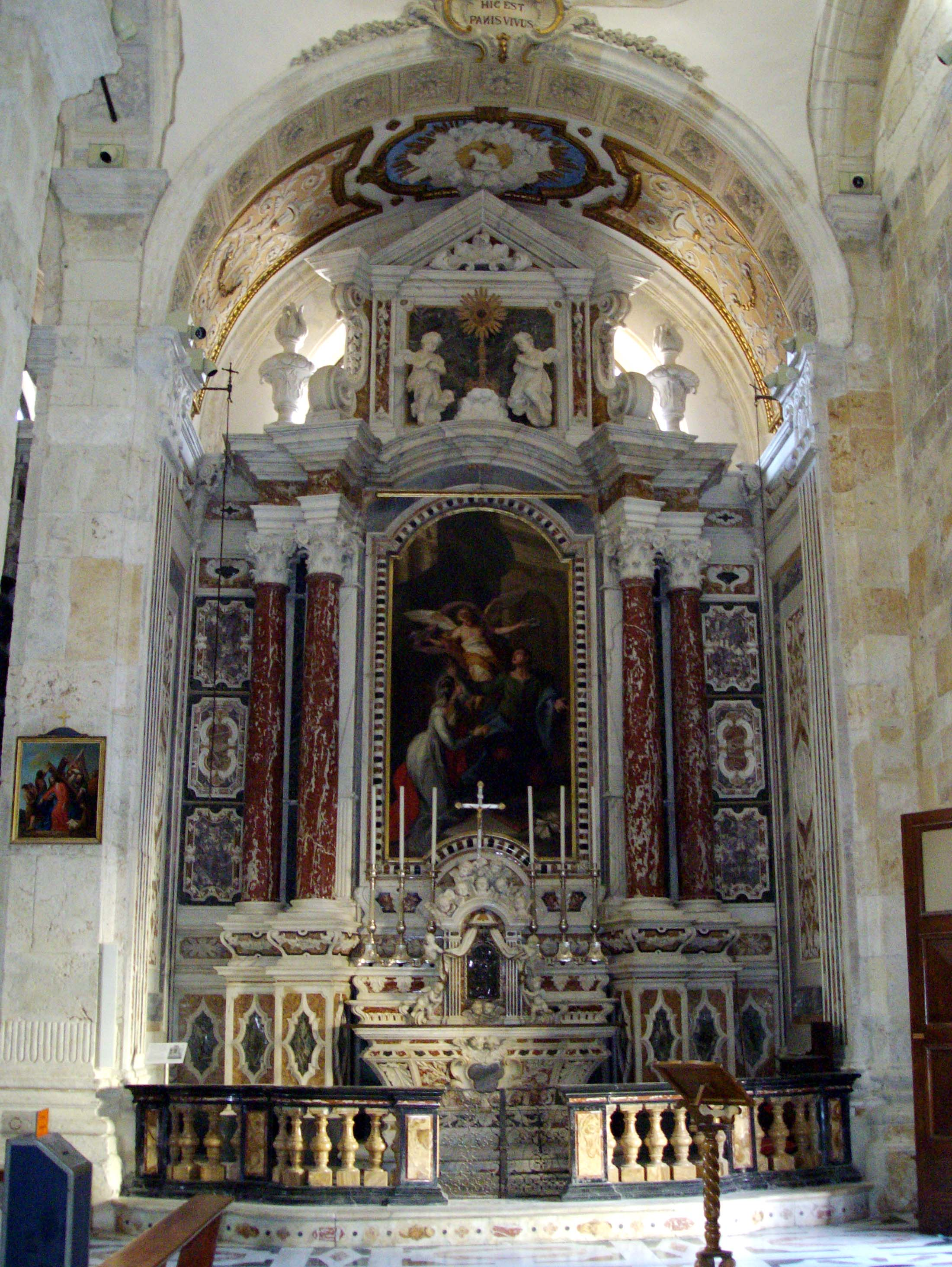
Cappella di Santa Cecilia
Dedicata a santa Cecilia, patrona della cattedrale, è in stile barocco-piemontese. Al centro vi è un dipinto raffigurante Le nozze mistiche di santa Cecilia con san Valeriano, opera di Pietro Angeletti. Sul tabernacolo in argento sbalzato è raffigurata La cena di Emmaus, attribuita a Lorenzo Lavy.
Cappella di Nostra Signora di Sant'Eusebio
È chiamata anche cappella della Madonna Nera per la presenza di una statua della Madonna che si vuole tradizionalmente gemella di quella del Santuario di Oropa, poiché portata da sant'Eusebio, sardo e vescovo di Vercelli, al ritorno dal suo esilio in Palestina nel 362 (la terza della serie è Crea). In realtà la Madonna non è nera, ma in legno dipinto e dorato, e viene ritenuta una probabile opera veneta della seconda metà del Trecento.
Cappella di San Michele
Sull'altare marmoreo, tra due coppie di colonne tortili, si trova la scultura che rappresenta San Michele mentre scaccia gli angeli ribelli, opera settecentesca di Giuseppe Maria Mazzetti. Ai lati le due statue rappresentano San Giovanni Evangelista e il Profeta Isaia. È stata restaurata nel 1939.

#### Cappelle della navata sinistra
Cappella del Battistero

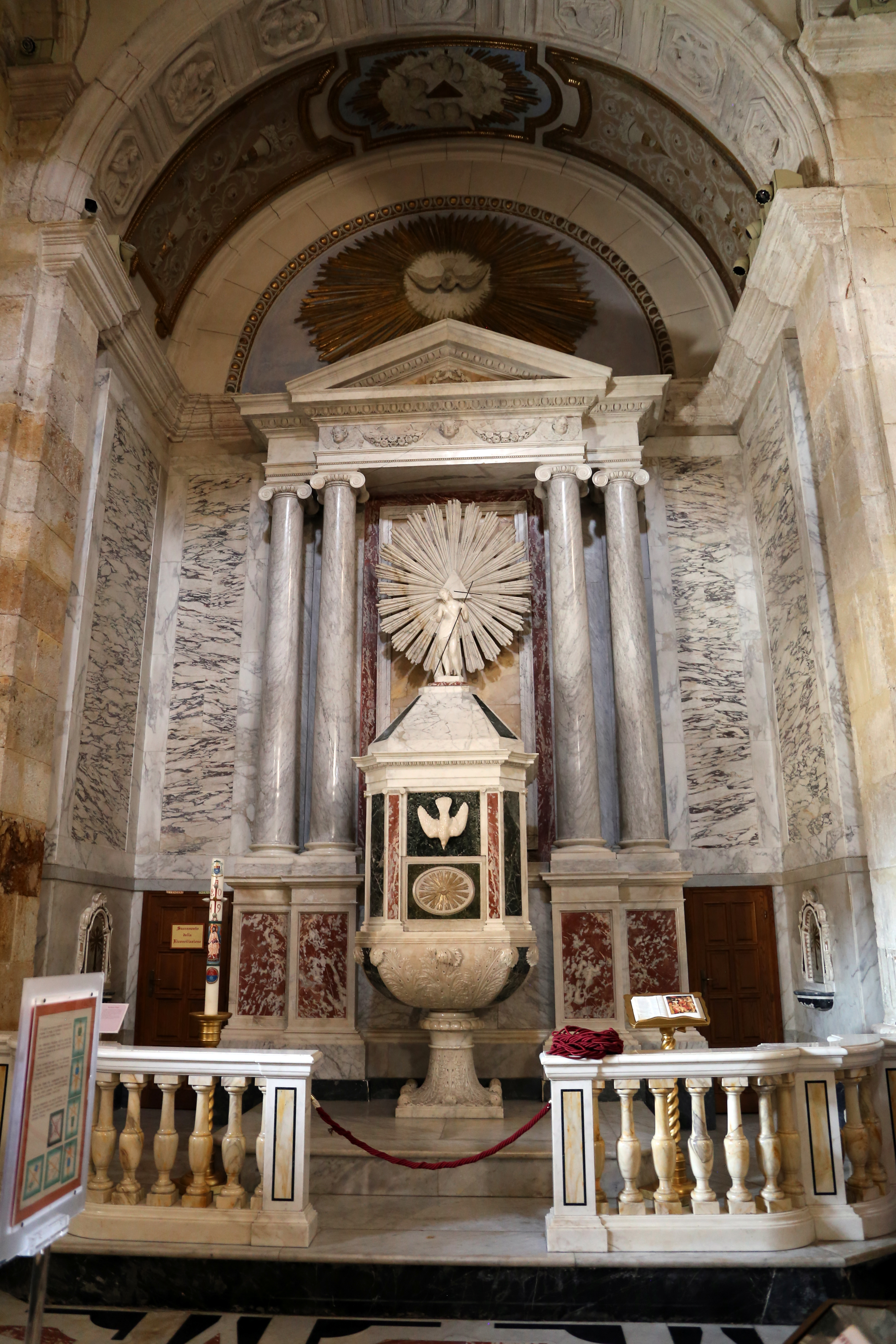
Battistero

Fu costruita da Domenico Spotorno (che per farlo demolì due lati del campanile) e venne ristrutturata da Francesco Cucchiari in stile neoclassico nel 1824. Dell'originale secentesco rimane il vascone marmoreo che serviva a conservare l'acqua benedetta.
Cappella di Santa Barbara
Venne costruita per volere di monsignor Raulo Costanzo Falletti, viceré di Sardegna e arcivescovo di Cagliari. La cappella presenta al centro un dipinto raffigurante Santa Barbara rifiuta di adorare gli idoli pagani, attribuito da alcuni a Corrado Giacquinto, da altri ad uno dei fratelli Carracci, e ai lati i monumenti a Raulo Costanzo Falletti e a suo fratello Gerolamo, anch'egli viceré.
Cappella della Madonna della Mercede
Fu fatta erigere da Bernardo di Cariñena, arcivescovo che apparteneva all'Ordine di Santa Maria della Mercede. Al centro, Madonna e santi dell'Ordine Mercedario, dipinto di Giacomo Altomonte. Sotto la tela, statua della Vergine del Pilar e statua dell'arcivescovo Cariñena. Ai lati: monumento di don Luigi Amat Malliano dei baroni di Sorso, cavaliere dell'Annunziata, e dell'arcivescovo mons. Paolo Maria Serci Serra, grande ufficiale dell'Ordine dei Santi Maurizio e Lazzaro.

#### Transetto

##### Braccio destro

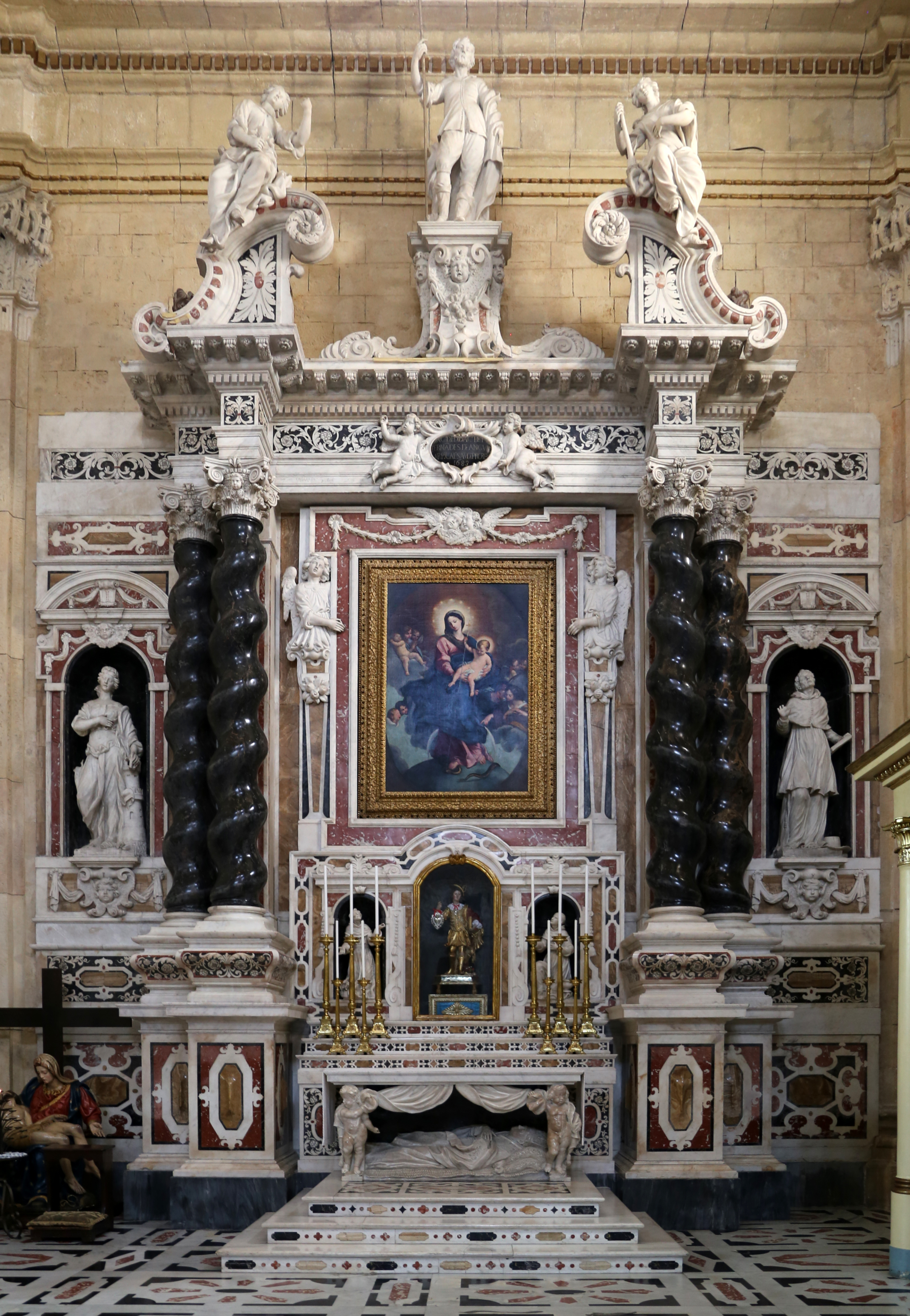
Altare di Sant'Isidoro

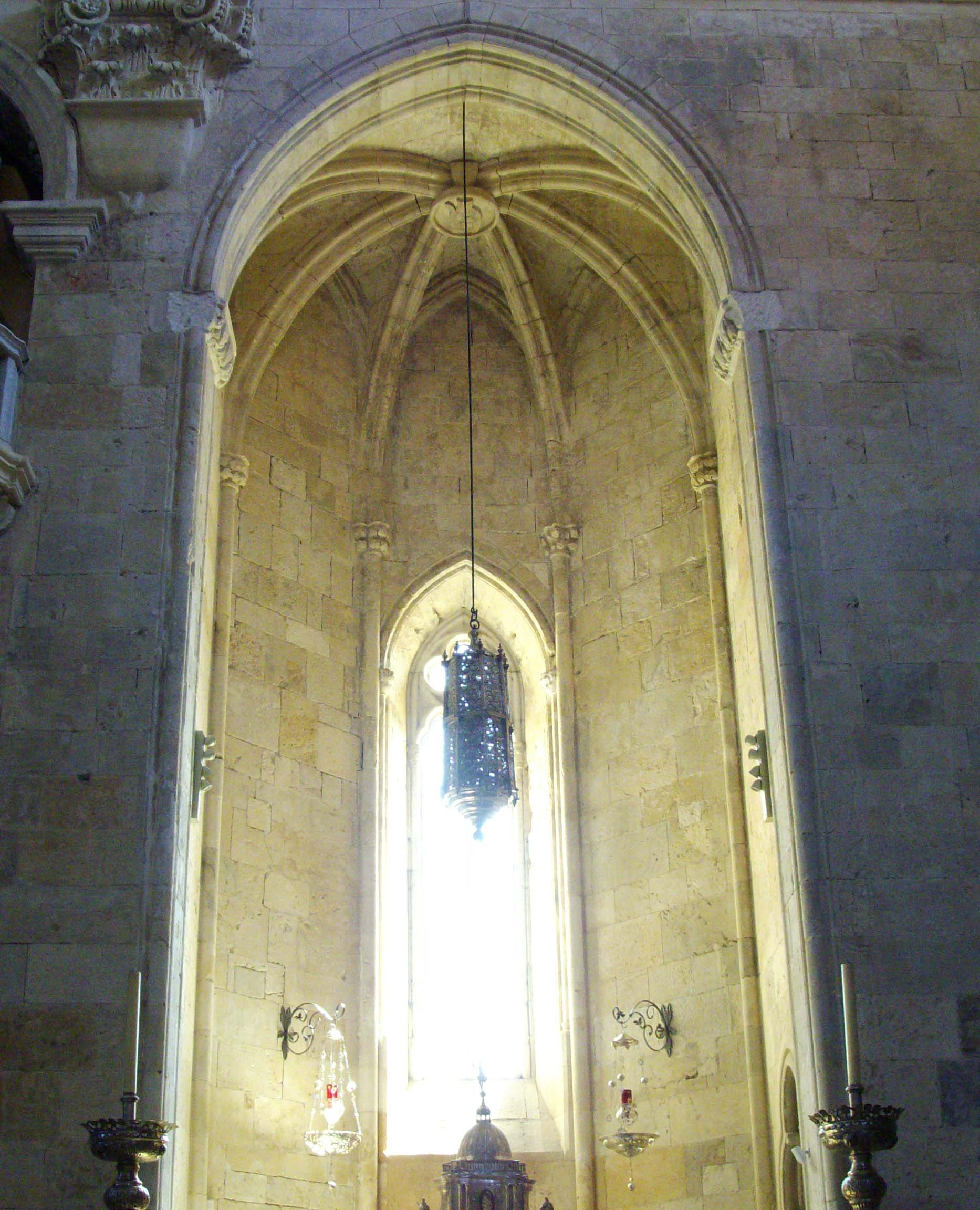
Cappella della Sacra Spina

Nella parete destra si trova il Mausoleo dell'arcivescovo Bernardo de La Cabra, monumento funebre in stile barocco che ricorda monsignor Bernardo de La Cabra, arcivescovo di Cagliari e prima vittima in città della peste del 1655.
Alla parete di fondo è collocato l'imponente Altare di Sant'Isidoro, fatto erigere dall'arcivescovo e viceré della Sardegna Diego Fernandez De Angulo nel 1683 per celebrare la canonizzazione di sant'Isidoro agricoltore, la cui statua è alla sommità dell'altare. Al centro, la tela raffigurante la Madonna Immacolata col Bambino.
Il quadro è detto anche Madonna degli Stamenti Sardi perché davanti ad esso, il 7 marzo 1632, il Parlamento sardo giurava, a nome di tutto il regno di Sardegna, di difendere e insegnare la purissima Concezione di Maria.
Sotto la mensa dell'altare è il monumento a Diego Fernandez De Angulo; ai lati sono le statue di santa Barbara di Nicomedia, san Bonaventura di Bagnoreggio, san Francesco d'Assisi, san Diego D'Alcalà, san Saturnino (quest'ultima, in legni policromi, scolpita da Antonio Lonis nel 1759) e di due angeli.
Nella parete sinistra, sopra la porta di accesso alla sacrestia, si trova il Polittico della Crocifissione, dipinto tra il 1528 e il 1530 e attribuito a Michele o a Pietro Cavaro. Il dipinto comprende la Madonna col Bambino, la crocifissione di Gesù, l'Annunciazione, san Gerolamo, san Matteo e san Bartolomeo.
Poco oltre si apre la cappella Aragonese o della Sacra Spina, edificata intorno al 1328, anno in cui gli Aragonesi presero possesso del Castello di Cagliari. La cappella infatti, a pianta semiottagonale, è uno dei primi esempi di architettura in stile gotico - aragonese edificati in Sardegna. Sui capitelli che reggono l'arco ogivale e sulla chiave della volta ombrelliforme e costolonata vi è lo stemma della Casa d'Aragona; viene chiamata "della Sacra Spina" perché vi si conserva, in una nicchia sul lato destro, una spina che la tradizione vuole provenga dalla corona di Cristo. Dalla volta pende la lanterna in argento risalente al XVII secolo.
Nell'ambiente successivo, la cappella del Sacro Cuore di Maria, si conserva un organo positivo del 1758 costruito dal napoletano Carlo Mancini, proveniente dalla vicina chiesa della Purissima. Sopra l'altare vi è la statua della Madonna delle Grazie. Una volta questa cappella era dedicata a san Saturnino, patrono di Cagliari. Nella cappella è sepolto l'arcivescovo di Cagliari mons. Ernesto Maria Piovella, le cui spoglie vennero qui traslate dal cimitero di Bonaria nel 1965.
Sulla volta del braccio destro del transetto sono raffigurate La potenza di Maria e la sua protezione sui sardi e Santa Cecilia, sempre di Filippo Figari.
All'esterno nell'arco trilobato è incassato un frammento di sarcofago romano in cui, sul tondo centrale, attorniato da putti, si trova il ritratto del defunto.

##### Braccio sinistro

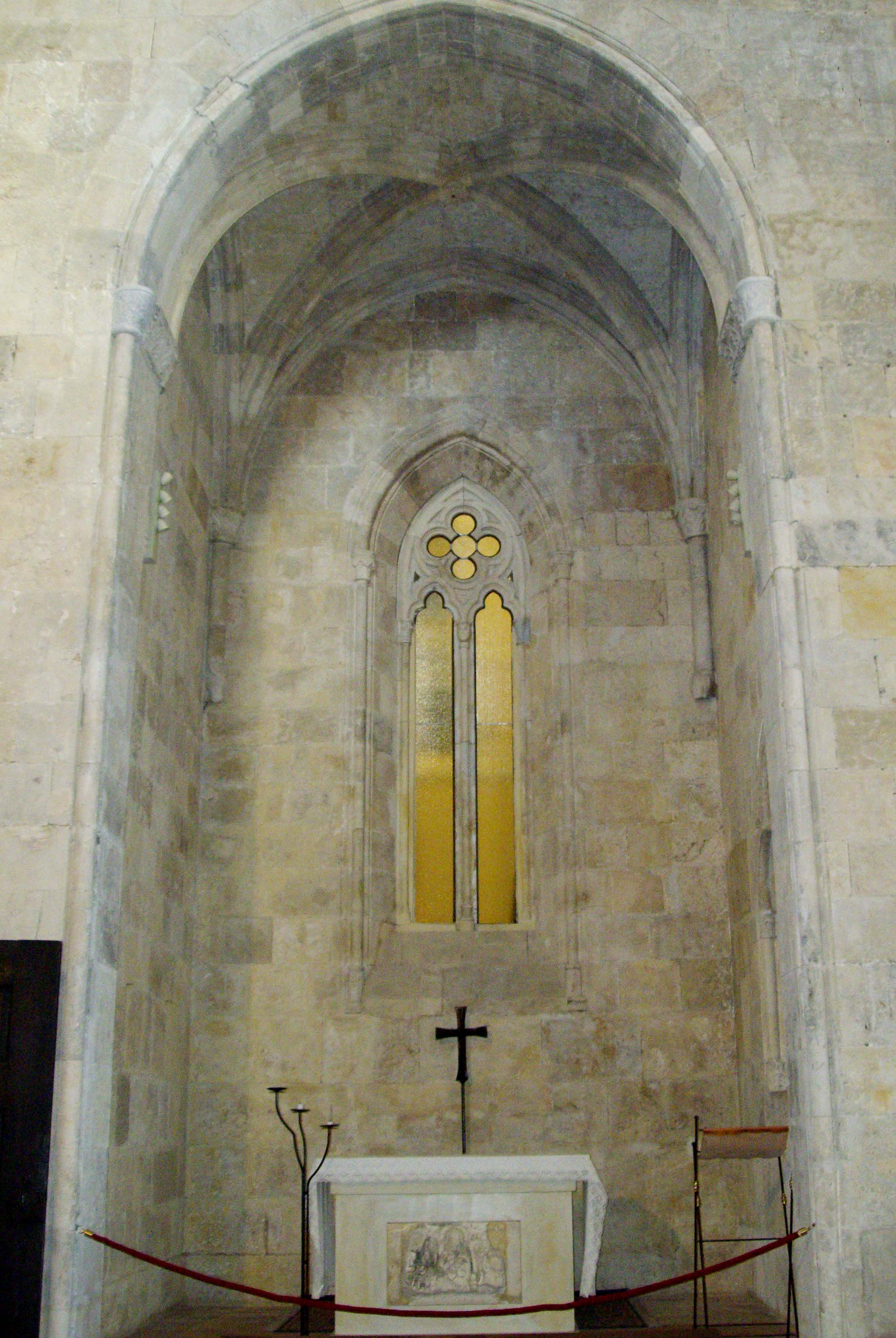
Cappella Pisana

Nella parete destra del braccio sinistro del transetto si aprono due cappelle, simmetriche a quelle del Sacro Cuore di Maria e della Sacra Spina.
La prima, quella più prossima al presbiterio, è la cappella del Crocifisso, settecentesca, interamente ricoperta di marmo nero venato, che ospita nell'altare un crocifisso ligneo del XVI - XVIII secolo e le due statue secentesche in legno di san Sebastiano e san Rocco.
La successiva cappella, destinata alle celebrazioni nei giorni feriali, detta "cappella Pisana" (in passato chiamata anche del Sacro Cuore di Gesù o del SS. Sacramento), a pianta quadrata, con volta a crociera, in stile gotico toscano, è la cappella più antica della Cattedrale: risale infatti al primo ventennio XIV secolo.
Sotto la mensa vi è un frammento di leggio d'ambone del XIII secolo. 

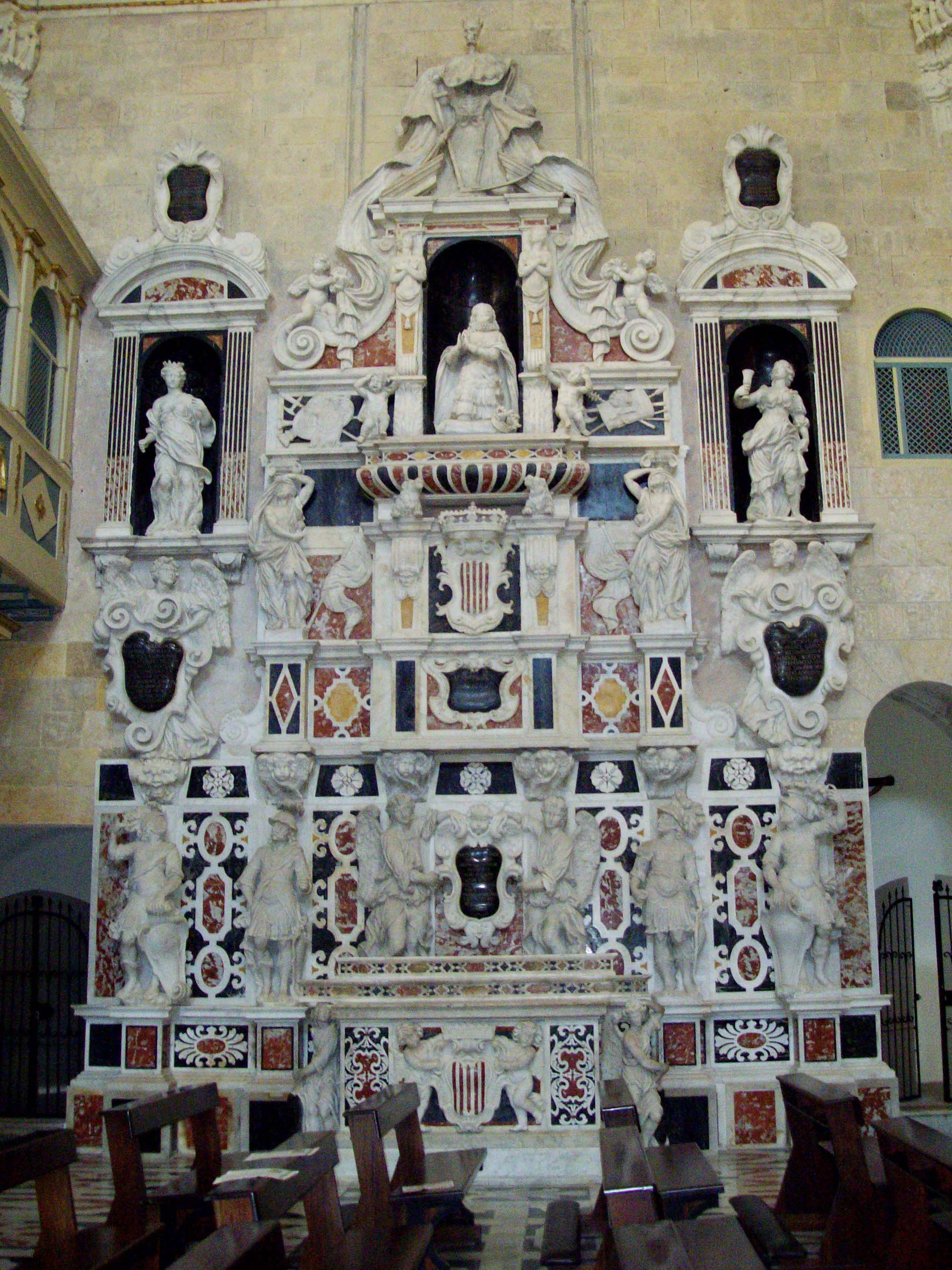
Mausoleo di Martino I di Sicilia

Nella parete di fondo si innalza il Mausoleo di Martino il Giovane, imponente monumento funebre a Martino I di Sicilia (1374-1409), Re di Sicilia, morto di malaria durante la guerra sardo-catalana, nel 1409.
Il suo nome è legato alla vittoria nella battaglia di Sanluri del 30 giugno 1409 contro il Regno di Arborea e alla ferocia dei suoi soldati, tanto che ancora oggi il luogo della battaglia si chiama S'ocidroxu (il mattatoio). Il re di Sicilia però contrasse la malattia e morì il 25 luglio a 33 anni.
L'autore del mausoleo, ispirato al barocco ligure-piemontese, è Giulio Aprile, che vi lavorò dal 1676 al 1680, anno in cui venne inaugurato il mausoleo (ma la salma di Martino vi fu collocata solo nel 1689).
In basso vi sono 4 statue di guerrieri e due angeli che sostengono uno scudo, al centro lo stemma dei re d'Aragona e un'iscrizione che riporta la data della sua morte, in alto, tra due statue di leoni, l'urna contenente il corpo di Martino e la statua del re, della Morte, della Giustizia e della Fede.
Nella parete sinistra è posto il Monumento a Mons. Ambrogio Machìn, arcivescovo di Cagliari e maestro generale dell'Ordine Mercedario, opera di Domenico Martini. Al di sopra si nota la cosiddetta "Galleria Reale", una loggia in legno da cui la famiglia reale assisteva alla messa durante il periodo di esilio a Cagliari (1799 - 1814). 
Sulla volta sono raffigurati Cristo Re e San Saturnino, del Figari.

#### Presbiterio

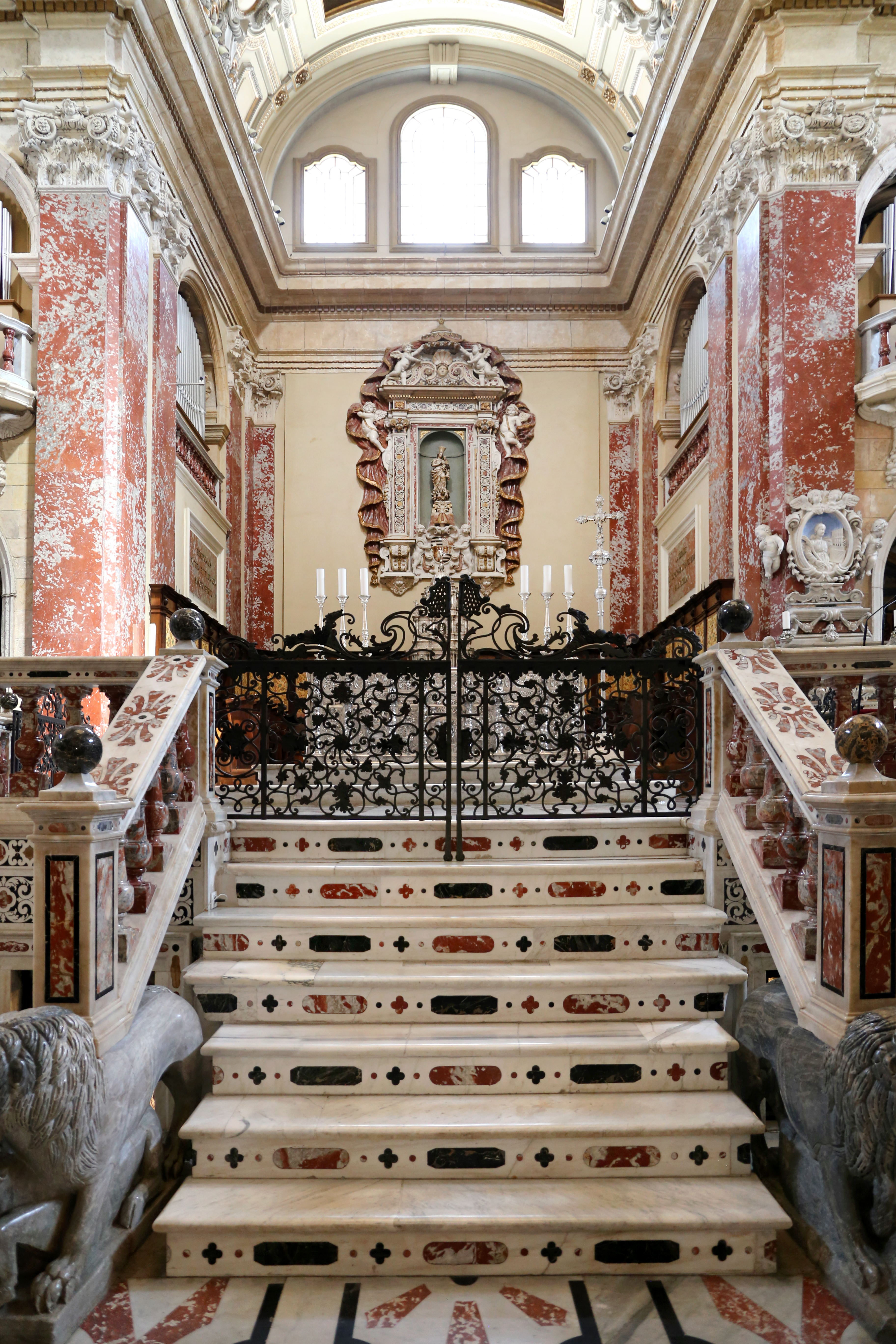
L'abside e il presbiterio

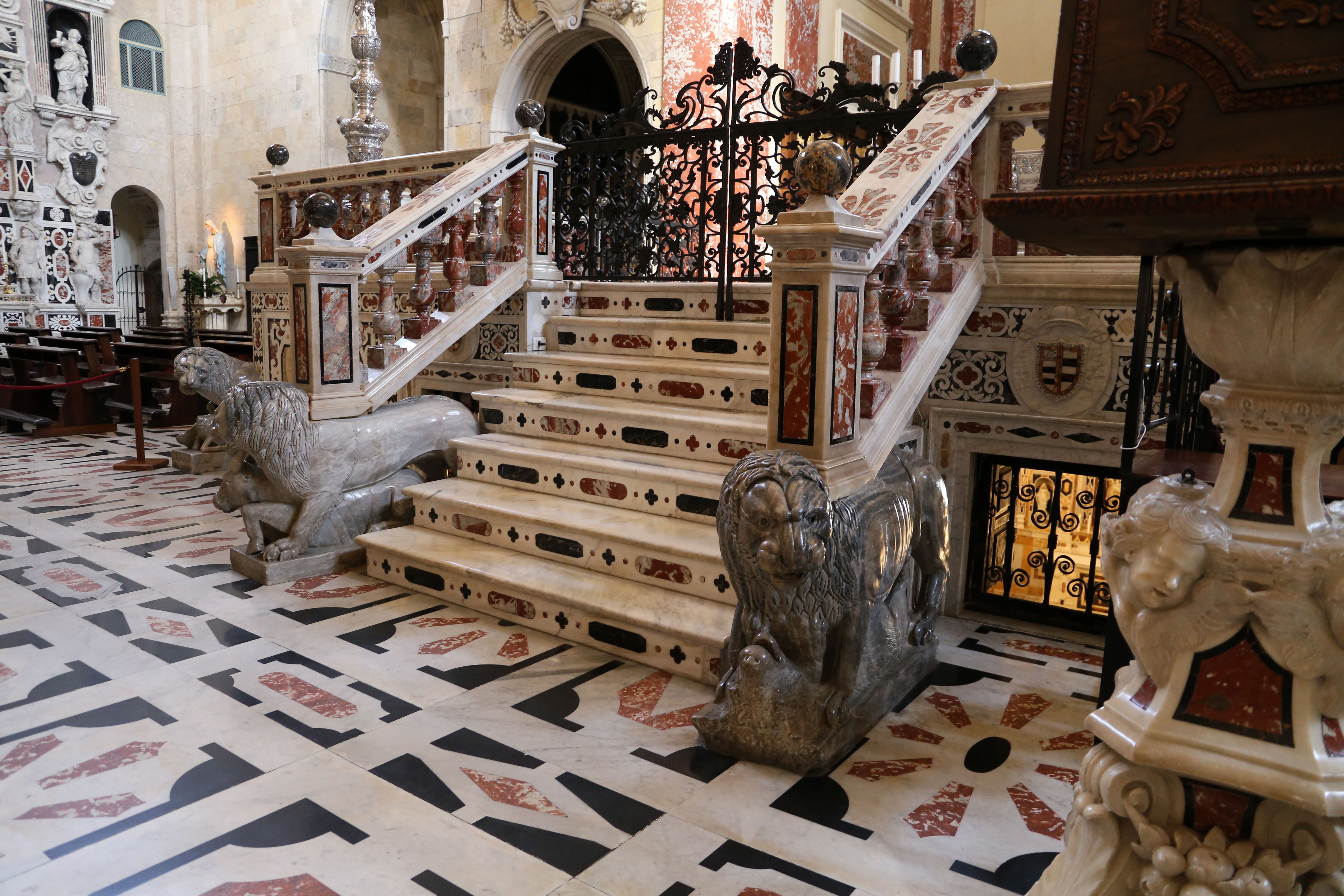
I quattro leoni marmorei, oggi ai piedi della balaustra del presbiterio, in origine sostenevano il Pergamo del Maestro Guglielmo

Il presbiterio del duomo è rialzato di circa un metro e mezzo dal pavimento della chiesa e cinto da una balaustra marmorea arricchita da pregevoli intarsi. Questa sistemazione si deve alla volontà dell'arcivescovo Francisco de Esquivel, il quale volle che sotto il presbiterio trovasse posto, nel 1614, il santuario dei Martiri.
Ai piedi della balaustra si trovano i quattro leoni stilofori, risalenti alla metà del XII secolo, in origine collocati alla base delle colonne che sostenevano il pulpito di maestro Guglielmo, quando era ancora integro.
Sul lato destro si trova una elegante credenza in marmo a forma di altare, fatta costruire dal canonico Pietro Sanna nel 1702, in cui è collocato in alto un bassorilievo con l'immagine di santa Cecilia, raffigurata con la palma del martirio e l'organo.
Al centro del presbiterio si trova l'altare maggiore, una semplice mensa marmorea sostenuta da cinque colonnine dello stesso materiale. Si tratta dell'originario altare dell'antica chiesa romanica, che nel corso dei secoli, particolarmente nel Seicento, venne ricoperto di numerosi ornamenti. Il paliotto che ricopre l'altare, in lamina d'argento lavorata a sbalzo e a cesello, fu realizzato a Madrid a metà del 1600, e vi cui sono raffigurati san Lucifero, santa Cecilia, san Saturnino, san Giorgio, sant'Efisio e san Sebastiano. Dietro l'altare, tra esso e il coro ligneo, è collocato un prezioso tabernacolo d'argento, risalente al 1610, opera dell'artigiano cagliaritano Giovanni Mameli. Si devono a mons. Giuseppe Mani i lavori dell'adeguamento liturgico postconciliare.
Dietro l'altare si trova il coro ligneo del XVII secolo, al centro del quale è posta la cattedra vescovile, ornata dallo stemma dell'arcivescovo Pietro Vico. Nella parete di fondo trova posto, in una preziosa nicchia, la statua marmorea della Madonna di Monserrato.
Nelle vele della cupola sono rappresentati I quattro evangelisti, sempre di Filippo Figari, mentre nella volta sopra il coro il quadro raffigurante la Gloria di santa Cecilia è opera di Antonio Caboni.

### Organo a canne
Nella cattedrale si trova l'organo a canne Mascioni opus 712, costruito nel 1955. A trasmissione elettrica, è stato ampliato nel 2007 dalla stessa ditta organaria e il suo materiale fonico è situato nelle due tribune ai lati del presbiterio, mentre la consolle è posta nel braccio sinistro del transetto. Ha 46 registri disposti su tre manuali e pedale.

### Cripta della cattedrale

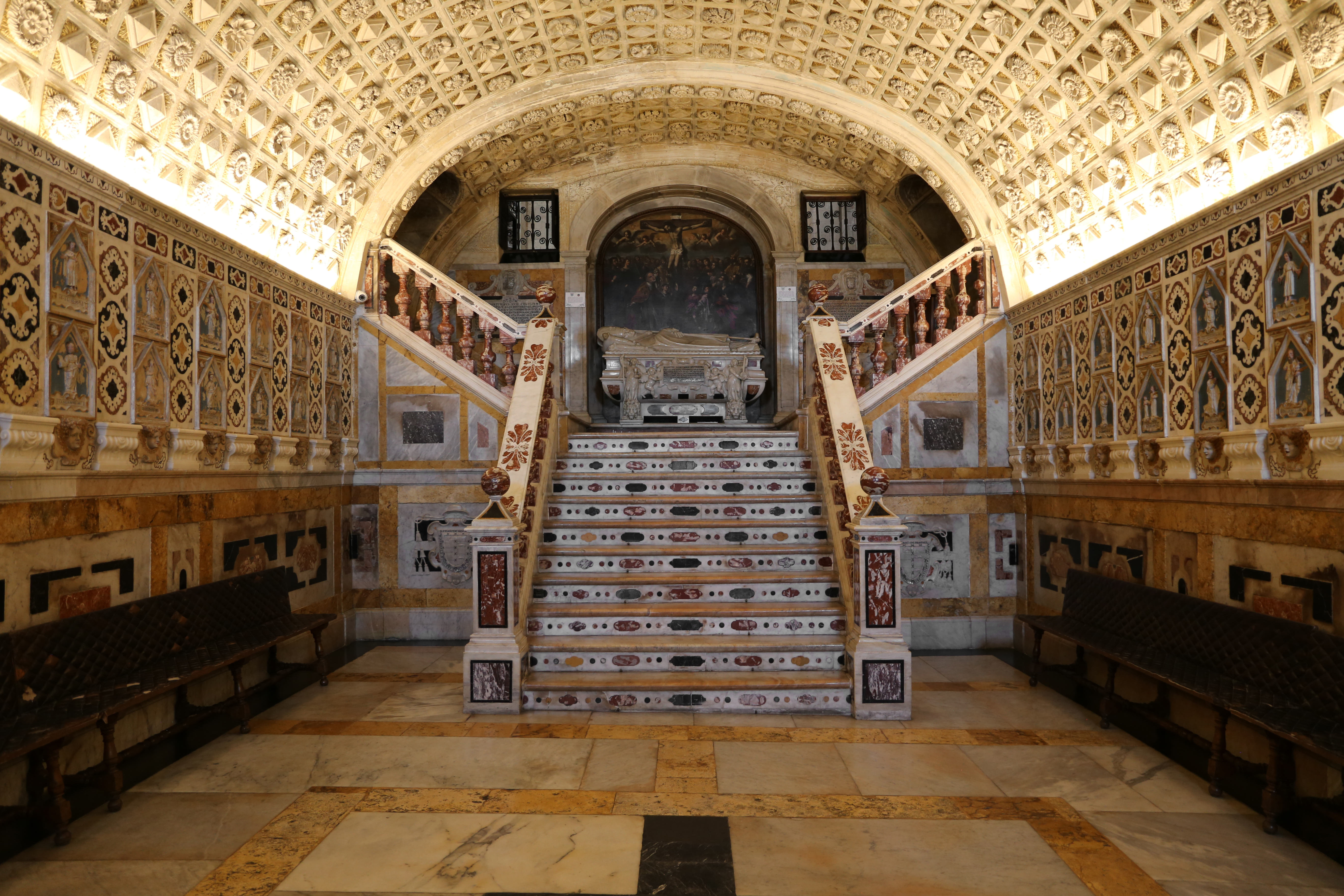
Santuario dei Martiri

Sotto i pavimenti marmorei del duomo esistono diversi ambienti sotterranei, la maggior parte non visitabile, destinati nel corso dei secoli alle sepolture di diversi personaggi, tra cui arcivescovi, nobili e viceré.

#### Santuario dei Martiri
La parte più nota dei sotterranei, l'unica attualmente visitabile, è il santuario dei Martiri, costituito da tre ambienti, scavati sotto il presbiterio per volontà dell'arcivescovo de Esquivel all'inizio del XVII secolo.

## LaDormitio Virginis

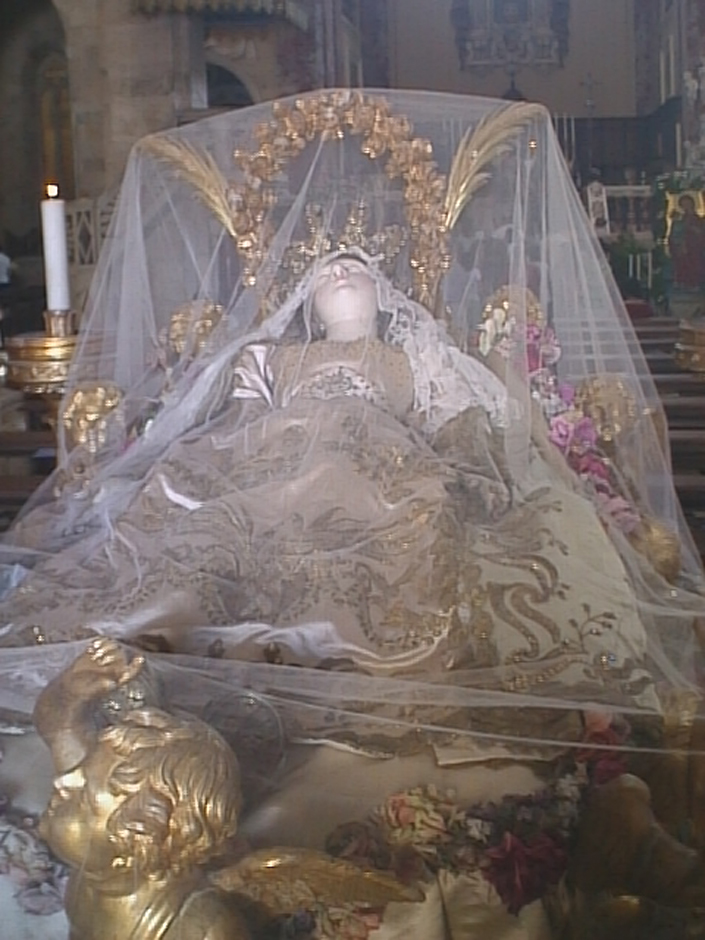
Simulacro della Dormitio

La titolare del duomo di Cagliari è la Vergine Assunta, colei alla quale i pisani dedicarono la chiesa romanica da loro eretta nel Castel di Castro. Nella cattedrale cagliaritana, come in diverse chiese dell'Isola, il culto dell'Assunta si fonde con quello strettamente connesso della Dormizione di Maria. Nei giorni immediatamente precedenti il 15 agosto, solennità dell'Assunzione di Maria, e per tutta l'ottava (la settimana successiva), il simulacro della Dormitio Virginis (la Vergine Maria raffigurata dormiente, in attesa della resurrezione e assunzione in cielo in anima e corpo) viene collocato, su di un catafalco preziosamente ornato da 10 angioletti dorati, nella navata centrale, per essere venerato dai fedeli. Il simulacro della Madonna dormiente, opera di scuola siciliana del XIX secolo, venne donato dalla futura regina Maria Cristina di Borbone, moglie di Carlo Felice di Savoia, durante il periodo di permanenza della corte sabauda a Cagliari (1799 – 1814). Ancora oggi, in occasione della esposizione in duomo, il simulacro viene rivestito con sontuosi abiti dalle rappresentanti delle stesse famiglie nobili a cui appartenevano le dame di corte di Maria Cristina a Cagliari, ovvero le famiglie Amat, Manca di Villahermosa e Sanjust, in ossequio al privilegio loro concesso dalla stessa Maria Cristina per l'adempimento del singolare compito. La statua lignea della Madonna venne donata alla Municipalità di Cagliari e per questo era conservato inizialmente nel palazzo di Città, di fianco al duomo; quando, agli inizi del XX secolo, la municipalità si trasferì nel nuovo palazzo in via Roma, il simulacro venne affidato al Capitolo Metropolitano e quindi conservato nella sacrestia della cattedrale.

## Il museo diocesano
Nel braccio destro del duomo c'è la Cappella Aragonese, che ospita il Museo diocesano di via Fossario, dove 
sono custodite diverse opere d'arte e una reliquia la Sacra Spina, una spina donata alla cattedrale di Santa Maria da papa Clemente VII.

### La Sacra Spina
La Sacra Spina è un oggetto di culto che i cattolici venerano come reliquia, in quanto si vuole appartenesse alla corona che cinse il capo di Gesù Cristo durante la sua passione. Tramite antichi documenti custoditi nell'archivio del Capitolo Metropolitano di Cagliari, si conosce che la Spina, insieme ad altre reliquie e preziose opere d'arte, giunsero nel settembre del 1527 nelle mani dell'arcivescovo di Cagliari, tale Gerolamo di Villanova. Le reliquie e gli altri oggetti, trafugati da varie chiese di Roma e dallo stesso appartamento pontificio durante il sacco di Roma, erano parte del carico di una nave che da Gaeta doveva fare approdo a Cagliari. Poco prima di giungere in porto, la nave si imbatté in una tempesta; questo fatto indusse chi era a conoscenza della presenza del prezioso carico a confessare il fatto ad alcuni religiosi presenti sulla nave, forse spinti dalla convinzione che la tempesta fosse espressione della collera divina per i furti sacrileghi.
Una volta giunti a Cagliari, i religiosi informarono dei fatti l'arcivescovo, il quale istruì un processo e si preoccupò di informare il pontefice, papa Clemente VII, affinché potesse rientrare in possesso degli oggetti rubati. 
Il pontefice, appresi i fatti, decise, con breve pontificio del 23 luglio 1531, di lasciare in dono alla cattedrale di Cagliari alcune reliquie, tra cui la Sacra Spina, e un prezioso trittico fiammingo in segno di riconoscenza alla città, con obbligo di esporli durante la festa dell'Assunzione, tradizione che è stata conservata fino ad oggi.
Alla venerazione della Sacra Spina, durante l'esposizione di metà agosto, è legata la possibilità di ottenere l'indulgenza plenaria, previe le altre condizioni previste dalla Chiesa. L'indulgenza è stata riconfermata nel 1992 da papa Giovanni Paolo II.

### Opere pittoriche

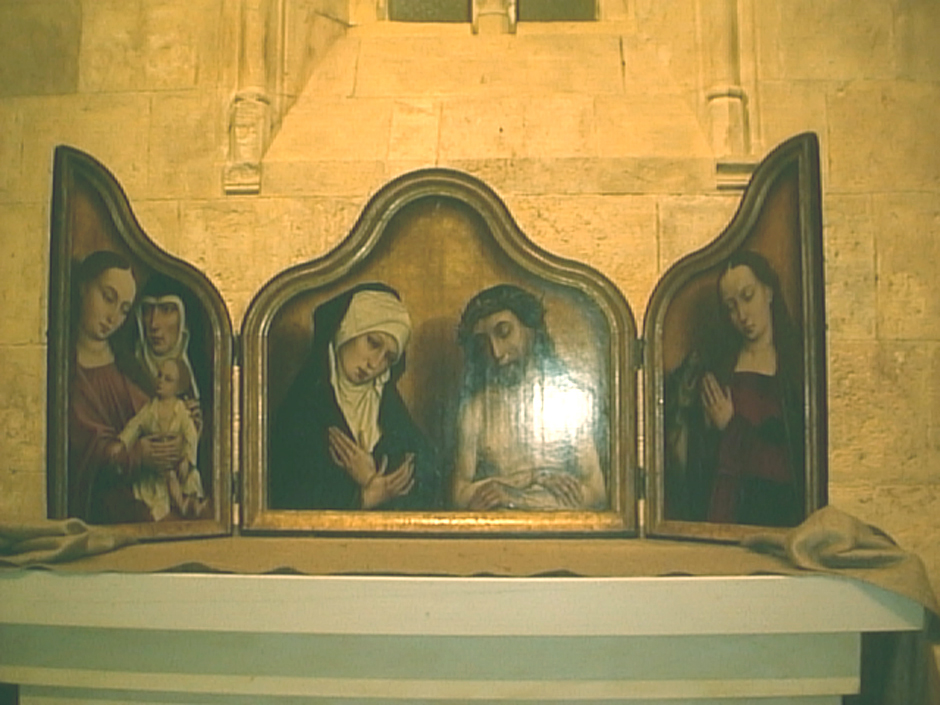
Trittico di Clemente VII

Il Trittico di Clemente VII risalente al XV secolo, attribuito al pittore fiammingo Rogier Van der Weyden, era proprietà dello stesso Clemente VII, il quale lo aveva collocato nella sua camera da letto. Il trittico era stato trafugato nel 1527 dai Lanzichenecchi dell'imperatore Carlo V. 
L'opera si compone di tre scomparti modanati in legno dipinto che raffigurano la Pietà con la Vergine addolorata e il Cristo incoronato di spine, mentre a sinistra vi è Sant'Anna, la Madonna ed il Bambino Gesù, e a destra Santa Margherita e il drago.
Altra opera importante, di ambito sardo/iberico del XVI secolo (1527- 1550) è il Retablo dei Beneficiati dove sono rappresentati Gesù crocifisso e i due ladroni, l'arcangelo Gabriele, san Bartolomeo.